# Martin Krause (Pianist, 1853)

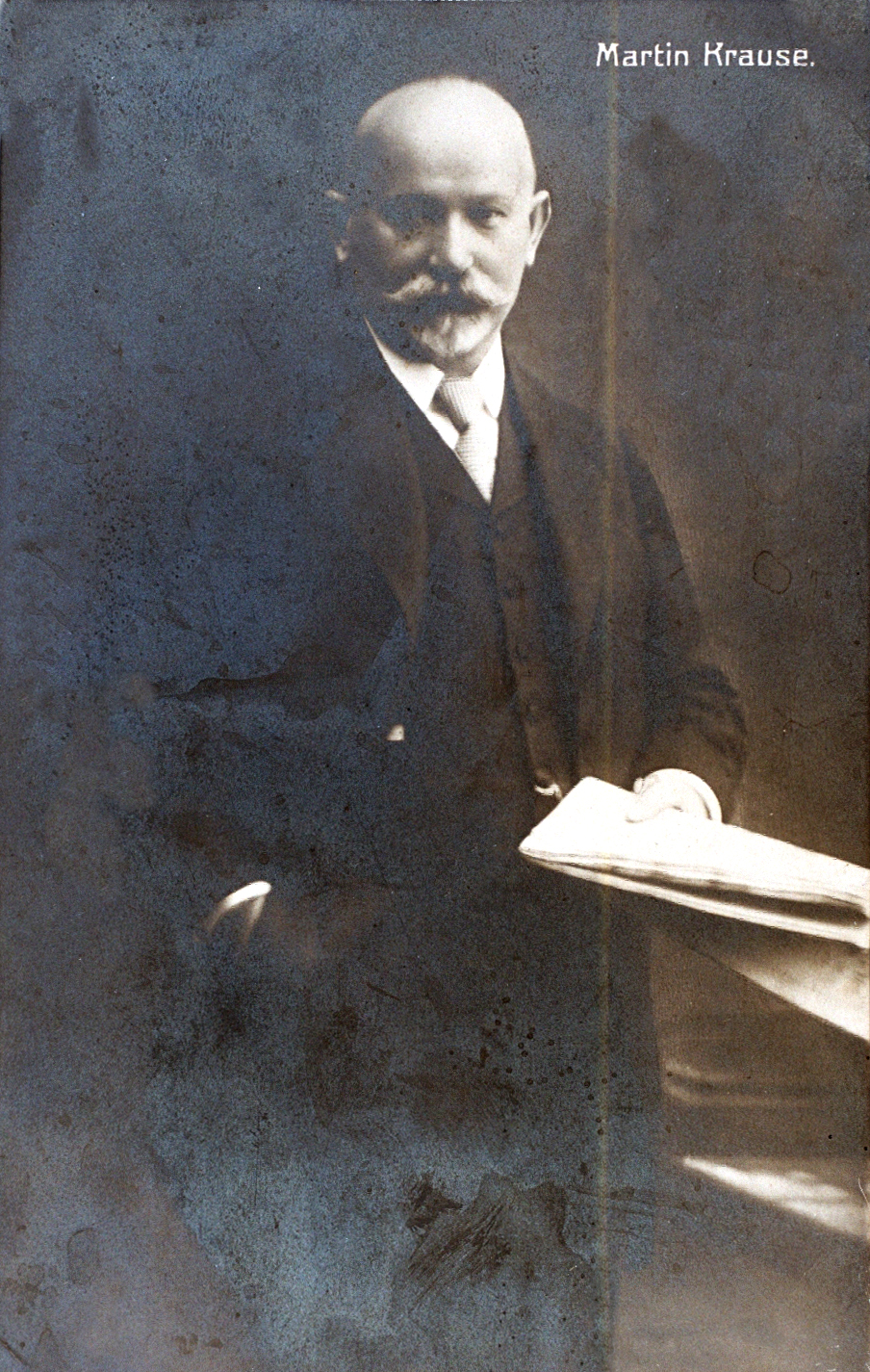
Martin Krause

Martin Krause (* 17. Juni 1853 in Lobstädt (Sachsen); † 2. August 1918 in Plattling (Niederbayern)) war ein deutscher Konzertpianist, Klavierpädagoge und Musikschriftsteller.

## Lebenslauf
Martin Krause wurde 1853 als jüngster Sohn des Kantors und Kirchschullehrers Johann Carl Friedrich Krause in Lobstädt geboren. Zunächst besuchte er in Borna das Lehrerbildungsseminar und ging 1875/1876 an das Königliche Konservatorium der Musik in Leipzig, wo er u. a. Schüler Carl Reineckes war.
Ab 1879 war Krause Mitglied der Freimaurerloge Minerva zu den drei Palmen.
1882 traf er mit Franz Liszt zusammen, dessen Meisterschüler er anschließend wurde, und ließ sich später als Klavierpädagoge und Musikschriftsteller in Leipzig nieder, wo er den Franz-Liszt-Verein gründete. Ab 1901 arbeitete Krause als Professor an der Königlichen Akademie der Tonkunst in München, später in Berlin am dortigen Stern’schen Konservatorium, wo er unter anderem den chilenischen Pianisten Claudio Arrau unterrichtete. 1918 starb er während eines Ferienaufenthalts im niederbayrischen Plattling.

## Werke
- Wagner-Kalender 1908 aus Anlass des 25. Todestages Richard Wagners, hrsg. von Martin Krause, Berlin: Virgil-Verlag 1908.

## Schüler
- Claudio Arrau (1903–1991) – Krause über Arrau: „Dieses Kind soll mein Meisterstück werden“
- Edwin Fischer (1886–1960)
- Manuel María Ponce (1882–1948)
- Grete von Zieritz (1899–2001)